# Premio Osamu Dazai
Il Premio Osamu Dazai (太宰治賞) è un premio letterario giapponese intitolato all'omonimo scrittore.
Venne istituito nel 1965 dalla casa editrice giapponese Chikuma Shobō, interrotto nell'anno 1978 e ripreso nel 1999 con la sponsorizzazione della giunta comunale di Mitaka, Tokyo . Viene assegnato ogni anno a un racconto breve eccelso, inedito e scritto da un autore esordiente; il vincitore riceve un premio commemorativo e una ricompensa in denaro di 1 milione di yen.

## Albo d'oro[1]

### Periodo Chikuma Shobō
- 1965 – Non assegnato
- 1966 – Yoshimura Akira, Hoshi e no tabi (星への旅)
- 1967 – Isshiki Jirō, Seigenki (青幻記)
- 1968 – Miura Hiroki, Tsuki no dōkemono (月の道化者)
- 1969 – Hata Kōhei, Kiyotsune jusui (清経入水)
- 1970 – Kaidō Masayuki, Haigo no jikan (背後の時間)
- 1971 – Mikami Masahiko, Ryūkeichi nite (流刑地にて)
- 1972 – Non assegnato
- 1973 – Miyao Tomiko, Kai (櫂)
- 1974 – Asami Sachiko, Tanima no ikisudamatachi (谷間の生霊たち)
- 1975 – Kyōko Fuji, Hana sute (花捨て)
- 1976 – Murayama Fujiko, Echigo goze uta fuyu no tabi (越後瞽女唄冬の旅)
- 1977 – Teru Miyamoto, Doro no kawa (泥の河)
- 1978 – Fukumoto Takehisa, Densha gokko teisen (電車ごっこ停戦)

### Periodo Chikuma Shobō e Mitaka
- 1999 – Saegiri Yū, Saigo no uta o koete (最後の歌を越えて)
- 2000 – Tsujiuchi Tomoki, Takiko-chan (多輝子ちゃん)
- 2001 – Kojima Koriku, Itteki no arashi (一滴の嵐)
- 2002 – Ogawauchi Hatsue, Kimbaku (緊縛)
- 2003 – Kobayashi Yuri, Tayutafu rōsoku (たゆたふ蝋燭)
- 2004 – Shiga Izumi, Yubi no ongaku (指の音楽)
- 2005 – Kawamoto Akiko, Shishū (刺繍) e Tsumura Kikuko, Man’ītā (マンイーター)
- 2006 – Kuribayashi Sachi, Tōge no haru wa (峠の春は)
- 2007 – Segawa Shin, Chūba wa utau – mit Tuba (チューバはうたう―mit Tuba)
- 2008 – Nagase Naoya, Romio to Indiana (ロミオとインディアナ)
- 2009 – Karasawa Masayuki, Damukan (だむかん)
- 2010 – Natsuko Imamura, Atarashii musume (あたらしい娘)
- 2011 – Yui Ayuhiko, Aenakatta hito (会えなかった人)
- 2012 – Hayami Kana, Utsubushi (うつぶし)
- 2013 – KS Iwaki, Sayōnara Orange (さようなら、オレンジ)
- 2014 – Ikoi Koma, Kon to Anji (コンとアンジ)
- 2015 – Itō Akari, Kawarazaru yorokobi (変わらざる喜び)
- 2016 – Yozuri Jūroku, Rakuen (楽園)
- 2017 – Sakura Hiro, Tango in za dāku (タンゴ・イン・ザ・ダーク)
- 2018 – Nishikimi Eriko, Ritoru gāruzu (リトルガールズ)
- 2019 – Asa Motoaki, Shikisai (色彩)
- 2020 – Yagi Emi, Kūshin techō (空芯手帳)[2]
- 2021 – Yamaie Nozomi, birth
- 2022 – Nonoi Tō, Shuro o moyasu (棕櫚を燃やす)
- 2023 – Nishimura Ryō, Jibun igai zen’in tanin (自分以外全員他人)
- 2024 – Shigaichi Gyao, Memento rabu dōru (メメントラブドール)